# Meike Katrin Stein

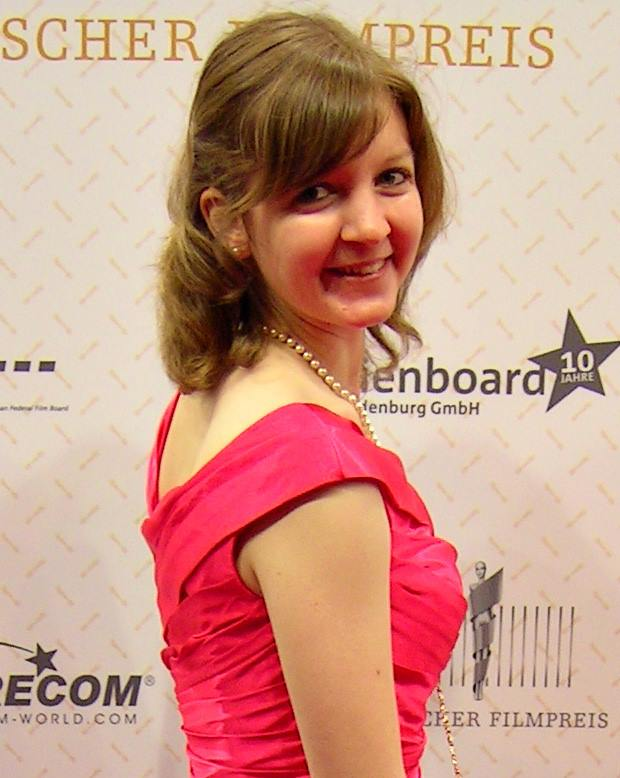
Meike Katrin Stein am 9. Mai 2014 bei der 64. Verleihung des Deutschen Filmpreises in Berlin.

Meike Katrin Stein (* 21. März 1991 in Nürnberg) ist eine deutsche Komponistin, Orchestratorin von Filmmusik, Musikerin und Autorin.

## Leben
Stein  studierte von 2010 bis 2013 Musikwissenschaft an der Ludwig-Maximilians-Universität München und der Universität Wien mit den Nebenfächern Kunst, Musik und Theater und von 2013 bis 2016 Filmmusik und Sounddesign an der Filmakademie Ludwigsburg. Sie war Stipendiatin der Studienstiftung des deutschen Volkes und Preisträgerin des EMAS – Europäischen Musikautoren-Stipendiums 2014 und absolvierte Filmmusik-Workshops bei Marcel Barsotti und Ulrich Reuter. Im Alter von sechs Jahren begann sie Geige zu spielen. Regelmäßige Unterrichtsstunden in Klavier, Gesang und Musiktheorie kamen hinzu. Kompositionsunterricht nahm sie unter anderem bei Eva Sindichakis und Marco Herstenstein. Ihre Bachelorarbeit verfasste sie zu dem Thema „Die Anfänge der Stummfilmmusik in Europa. Die Entstehungsgründe und ästhetischen Entwicklungen der europäischen Stummfilmmusik“.
Als Stipendiatin des Akademischen Gesangvereins München (AGV) nahm sie zwischen 2012 und 2016 an diversen Orchester- und Jazzprojekten in Italien und Deutschland teil. Stein  war Bandmitglied der Folk-Metal-Band Krayenzeit (Violine und Gesang) und trat als Gast der Hard-Rock-Band Yukon auf. Seit 2014 ist sie festes Mitglied der Caligari-Band und im Sinfonieorchester Ludwigsburg, seit 2017 als stellvertretende Konzertmeisterin.
Meike Katrin Stein lebt als freischaffende Künstlerin in Ludwigsburg.

## Karriere
Durch ihre Tätigkeit als Komponistin und Orchestratorin von Filmmusik arbeitete sie u. a. mit Klangkörpern wie dem Deutschen Filmorchester Babelsberg und dem Štátny komorný orchester Žilina/Slowakei zusammen. Die Kompositionen "Atlantis-Suite" (2015) und "The Ballad of James O'Shea" (2016) wurden durch das Sinfonieorchester Ludwigsburg uraufgeführt. Die zusammen mit sieben anderen Komponisten entstandene Musik zum Stummfilm "Ludwigsburg Sinfonie" (2016) wurde vor 8.000 Zuhörern beim Open Air der Schlossfestspiele Ludwigsburg vom Festivalorchester zum ersten Mal intoniert.
Musik orchestriert Meike Katrin Stein auch für Theater- und Opernbühnen: Für ihre Orchestrationen an „Alice im Wunderland“ (2015) von Johannes Harneit (Stuttgarter Fassung), „Wie werde ich reich und glücklich?“ (2016) von Mischa Spolianski und „Frankenstein“ (2017/2018) von Jan Dvořák arbeitete sie u. a. mit der Staatsoper Stuttgart, dem Nationaltheater Mannheim und der Staatsoper Hamburg zusammen. Die Filme „Man of God“ (Regie: Viktoria Aleksanyian) und „Heil“ (Regie: Eva-Maria Naburtowitz), zu denen sie die Musik komponierte, waren 2016 auf dem Festival de Cannes in der Short Film Corner zu sehen.

## Werke (Auswahl)

### Orchesterwerke
- 2015: „Atlantis-Suite“ für Sinfonieorchester, Uraufführung am 19. April 2016, Forum am Schlosspark, Ludwigsburg, Sinfonieorchester Ludwigsburg[3]
- 2015: „Ludwigsburger Sinfonie“, Uraufführung am 16. Juli 2016, Festinwiese, Seeschloss Monrepos, Ludwigsburg, Orchester der Schlossfestspiele[4]
- 2016: „The Picture Of Dorian Gray“ für Sinfonieorchester
- 2016: „The Ballad Of James O’Shea“ für Sinfonieorchester, Uraufführung am 1. Januar 2018, Forum am Schlosspark, Ludwigsburg, Sinfonieorchester Ludwigsburg[5]

### Chorwerke
- 2016: „Bei Nacht und Nebel“ für gemischten Chor (S-A-T-B)

### Filmografie
- 2014: Palindrom. Kurzfilm
- 2014: 40 Gedanken. Festivaltrailer, 40. Internationales Trickfilm-Festival Stuttgart ITFS[6]
- 2014: Karotte. Festivaltrailer
- 2014: Wrong Planet. Kurzfilm (arte, SWR)[7]
- 2014: Die Schauspielerin und der Graf. Kurzfilm[8][9]
- 2015: Keins von Beidem, sondern Bunt!. Animationsfilm[10]
- 2015: Alpträume. Festivaltrailer[11]
- 2015: Die Blaue Sophia. Kurzfilm (arte, SWR)
- 2016: Abteilungstrailer für den Studiengang Bildgestaltung/Kamera. (Filmakademie Baden-Württemberg)
- 2016: Man Of God. Kurzfilm[12]
- 2016: Heil. Fiktionales Dokumentarfilm-Essay (BR)
- 2016: Ein Mann, ein Fluss, ein Abenteuer. Dokumentarfilm (SWR)
- 2016: Ludwigsburg Sinfonie. Dokumentarischer Stummfilm[13]
- 2016: 6 Watt. Imagefilm
- 2016: ELJA – 376 A. D. Drama[14]
- 2017: Wissenschaftszentrum für Sozialforschung Berlin - Tacheles. Imagefilm
- 2017: Der große Tag. Kurzfilm[15]
- 2018: Was bleibt. Kurzfilm (arte, SWR)[16]

## Auszeichnungen
- 2007: Musikpreis des Rotary Clubs Erding
- 2015: Kurzfilmpreis „Mensch wohin?“ des 35. Deutschen Evangelischen Kirchentages (Nominierung)
- 2016: Kompositionspreis der Hessischen Chorjugend[17]
- 2017: Deutscher Wirtschaftsfilmpreis (Nominierung)
- 2018: Europäischer Young CIVIS Medienpreis für Integration und kulturelle Vielfalt in Europa[18]